# Edgar Patricio Carvalho Pacheco
Edgar Patricio Carvalho Pacheco (Luanda, 7 d'agost de 1977) és un futbolista portugués nascut a Angola. Ocupa la posició de davanter. Edgar va jugar un partit internacional amb Portugal el 1998. El 2004, va demanar la possibilitat de jugar amb la selecció d'Angola, petició que va ser rebutjada, ja que la normativa actual no permet que un jugador dispute partits internacionals absoluts amb més d'un país.

## Carrera esportiva
Després de passar per diversos clubs portuguesos, com el GD Estoril-Praia o el Vitória FC, el 1995 arriba al SL Benfica, on roman tres anys, intercalant una cessió a l'Alverca. La temporada 98/99 recala al Reial Madrid de la competició espanyola, encara que no arriba a debutar amb els madridistes i marxa al Màlaga CF, on romandria 8 temporades. En aquest temps, va jugar amb els andalusos tant en Primera com a Segona Divisió, va estar mitja temporada cedit al Getafe CF i va alternar la titularitat i la suplència. El 2007, i després de 202 partits de lliga amb el Màlaga, retorna al seu país per militar al Boavista FC. El 2008 marxa a l'Alki Larnaca xipriota.